# Rachicerus quatei
Rachicerus quatei är en tvåvingeart som beskrevs av Akira Nagatomi 1982. Rachicerus quatei ingår i släktet Rachicerus och familjen vedflugor.
Artens utbredningsområde är Laos. Inga underarter finns listade i Catalogue of Life.